# Tempelmysteriet
Tempelmysteriet är en amerikansk film från 1985 i regi av Barry Levinson. Manuset skrevs av Chris Columbus, baserat på Arthur Conan Doyles figurer.

## Rollista i urval
- Nicholas Rowe - Sherlock Holmes
- Alan Cox - John Watson
- Sophie Ward - Elizabeth Hardy
- Anthony Higgins - Professor Rathe/Eh-Tar/Professor Moriarty
- Susan Fleetwood - Mrs Dribb
- Freddie Jones - Chester Cragwitch
- Nigel Stock - Rupert Waxflatter
- Roger Ashton-Griffiths - Kommissarie Lestrade
- Earl Rhodes - Dudley
- Brian Oulton - Master Snelgrove
- Patrick Newell - Bentley Bobster
- Donald Eccles - Pastor Duncan Nesbitt
- Matthew Ryan - Dudleys vän
- Matthew Blakstad - Dudleys vän
- Jonathan Lacey - Dudleys vän
- Walter Sparrow - Ethan Engel